# Adolf Furtwängler

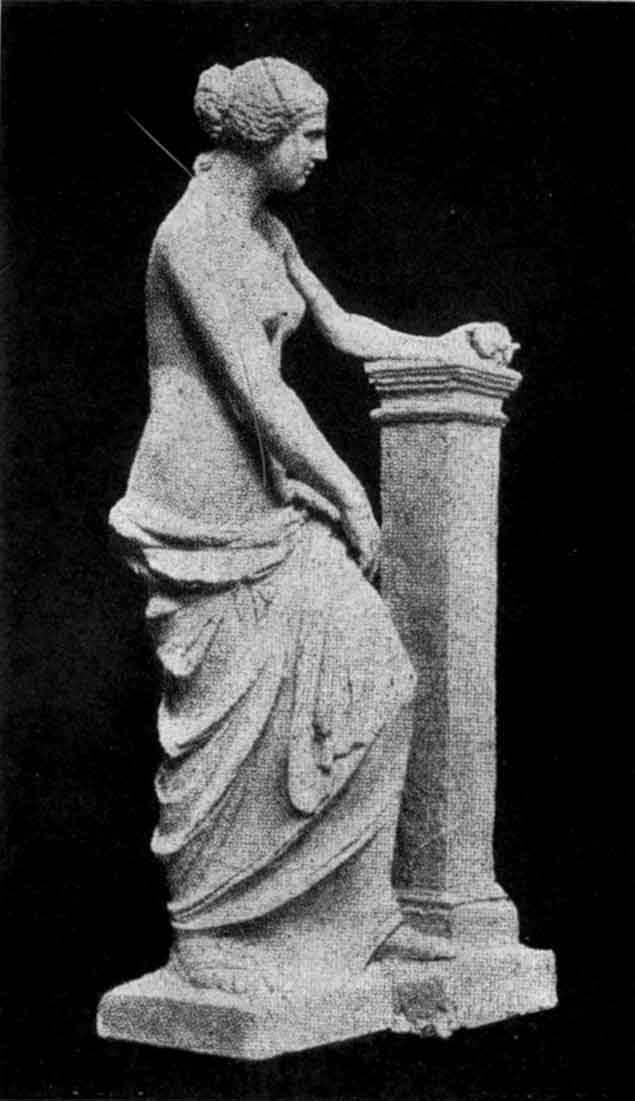
Propuesta de restauración de la Venus de Milo de Furtwängler.

Adolf Furtwängler (Friburgo de Brisgovia, 30 de junio de 1853 - Atenas, 10 de octubre de 1907) fue un famoso arqueólogo e historiador de arte alemán.
Casado con Adelheid Wendt, fue el padre del director de orquesta y compositor Wilhelm Furtwängler, del matemático Philipp Furtwängler, del alpinista Walter Furtwängler y de Märit Furtwängler (1891-1971), casada con el filósofo Max Scheler. Es abuelo del arqueólogo alemán Andreas E. Furtwängler.

## Biografía
Furtwängler nació en Friburgo de Brisgovia pasando su niñez allí. Inició sus estudios en su ciudad natal que luego continuó en Leipzig y Múnich, donde fue discípulo de Heinrich Brunn.
En 1878 participó en las excavaciones de Olimpia, en Grecia, consigue el puesto de asistente en los Museos Reales de Berlín (Königliche Museen zu Berlin) en 1880 y profesor en la Universidad de Berlín y más tarde en Múnich. Su última excavación fue en Egina.
Publicó conjuntamente con Georg Loeschcke Mykenische Vasen en 1886. Es una colección completa de la cerámica micénica encontrada durante las excavaciones de Egina. Furtwängler fue uno de los primeros arqueólogos en reconocer el interés de los fragmentos de cerámica en materia cronológica, que anteriormente eran considerados meros desechos. Al constatar la recurrencia de un mismo tipo de alfarería en un mismo estrato, Furtwängler los utilizaba como elementos para la datación de un yacimiento arqueológico.
Son notables también sus reconstrucciones de la estatua conocida como Atenea Lemnia de Fidias que se encuentra en el Albertinum de Dresde.
Furtwängler fue un escritor prolífico con una prodigiosa sabiduría y memoria. Su trabajo no sólo está basado en el campo de la crítica arqueológica, así como un crítico perspicaz, cuyos trabajos dominaron durante mucho tiempo la crítica arqueológica. Entre sus principales obras se puede citar un volumen sobre los bronces descubiertos en Olimpia, obras sobre glíptica y cerámica griega y sobre todo las Meisterwerke der griechischen Plastik (Obras maestras de la escultura griega), libro publicado en Berlín y Leipzig en 1893.

## Obras
- Bronces encontrados en Olimpia.
- Diferentes libros sobre gemas y jarrones griegos.
- Su obra maestra: «Grandes obras de la escultura griega»